# Frank Zane
Frank Zane (Kingston, Pensilvânia, 28 de junho de 1942) é um ex-profissional do fisiculturismo norte-americano.
Além de fisiculturista, Zane é poeta, escritor e dono de uma clínica de reabilitação para fisiculturistas, chamada Zane Heaven.
Frank Zane era famoso pela sua pose de sucção de abdome, técnica denominada "vacuum", na qual o atleta expele todo o ar dos pulmões e realiza uma sucção do abdome, exibindo a caixa torácica e a linha fina de cintura, fato raro para o fisiculturismo atual.
Frank Zane foi um dos atletas mais próximos do padrão considerado ideal, com avançada simetria e qualidade muscular. Em 1970, ganhou o título de Mr. Universo como amador, no último ano em que Arnold Schwarzenegger venceu como profissional.

## Biografia
A partir da idade de 14 anos, interessou-se pelo fisiculturismo. Ele comprou um conjunto de halteres e começou a treinar no ginásio da escola. Seus rápidos resultados, devidos à sua genética apropriada, fizeram com que Zane desse continuidade ao esporte. Depois de terminar a escola ganhou vários campeonatos e então lhe ofereceram uma bolsa para Wilkes University por suas qualidades atléticas. Ele se formou como professor de Ciências na Wilkes University, em 1964.
Em 1966, Frank mudou-se da Flórida, onde conheceu sua futura esposa, Christine, com quem se casou em 1967. Christine tinha apenas começado a faculdade e Frank estava ensinando em uma escola local júnior onde também estudou uma irmã de Christine. Frank já treinava à 10 anos e já havia ganhado vários títulos de prestígio. Em 1977, obteve bacharelado em Artes em Psicologia pela Universidade da Califórnia (Los Angeles) e em 1990 tornou-se um mestrado em psicologia experimental.
Depois de ganhar o título de Mr. Universo várias vezes na década de 1980, Zane abriu sua própria academia, em Palm Springs, onde trabalhou como personal trainer e, depois de se aposentar, mudou-se para uma fazenda isolada no deserto da Califórnia. Esse local foi chamado de Zane's Heaven (Paraíso de Zane), onde inúmeras pessoas ao redor do mundo, incluindo fisiculturistas, iam treinar e procurar saúde física e mental.
Frank já publicou vários livros sobre fisiculturismo, onde enfoca a importância da meditação, do relaxamento e da qualidade de vida.
Em 2005, lançou o seu site, onde aconselha os fãs ao redor do mundo sobre treinamento e nutrição.
Reside com a esposa na Califórnia.

## Títulos
Frank Zane conquistou, em 1965, o título de Mr. Universo, e um ano depois foi campeão do Mr. América. Em 1968, conquistou novamente o título de Mr. América, em Nova York, uma semana depois de derrotar Arnold Schwarzenegger no Mr. Universo, em Miami. Ganhou em 1969, em Bruges (Bélgica), o Título Mundial. Ele voltou a vencer o Mr. Universo em 1970 e 1972.
Zane conquistou por três vezes o Mr. Olympia. Seu reinado representou uma mudança na ênfase da estética em detrimento do volume corporal, e sua constituição ainda é avaliada por muitos como o corpo idealizado pelos escultores do período clássico greco-romano.
Apesar de sua altura, atingiu a excelência no mundo da musculação. Suas vitórias em fisiculturismo tiveram grande mérito, pois com seus 82 quilos, durante as competições, foi capaz de derrotar homens que, com a mesma altura, tinham 10 ou 15 quilos a mais.
No Mr. Olympia de 1980, na Austrália, houve o retorno inesperado de Arnold Schwarzenegger. Zane considerou a vitória do adversário controversa, tendo ficado em terceiro lugar, atrás de Arnold e Chris Dickerson. Dois anos depois, terminou em segundo lugar novamente atrás de Chris Dickerson.
Em 1983, aposentou-se da competição, ficando em 4 º lugar atrás de Samir Bannout, Makkawy Mohamed e Lee Haney.

## Medidas

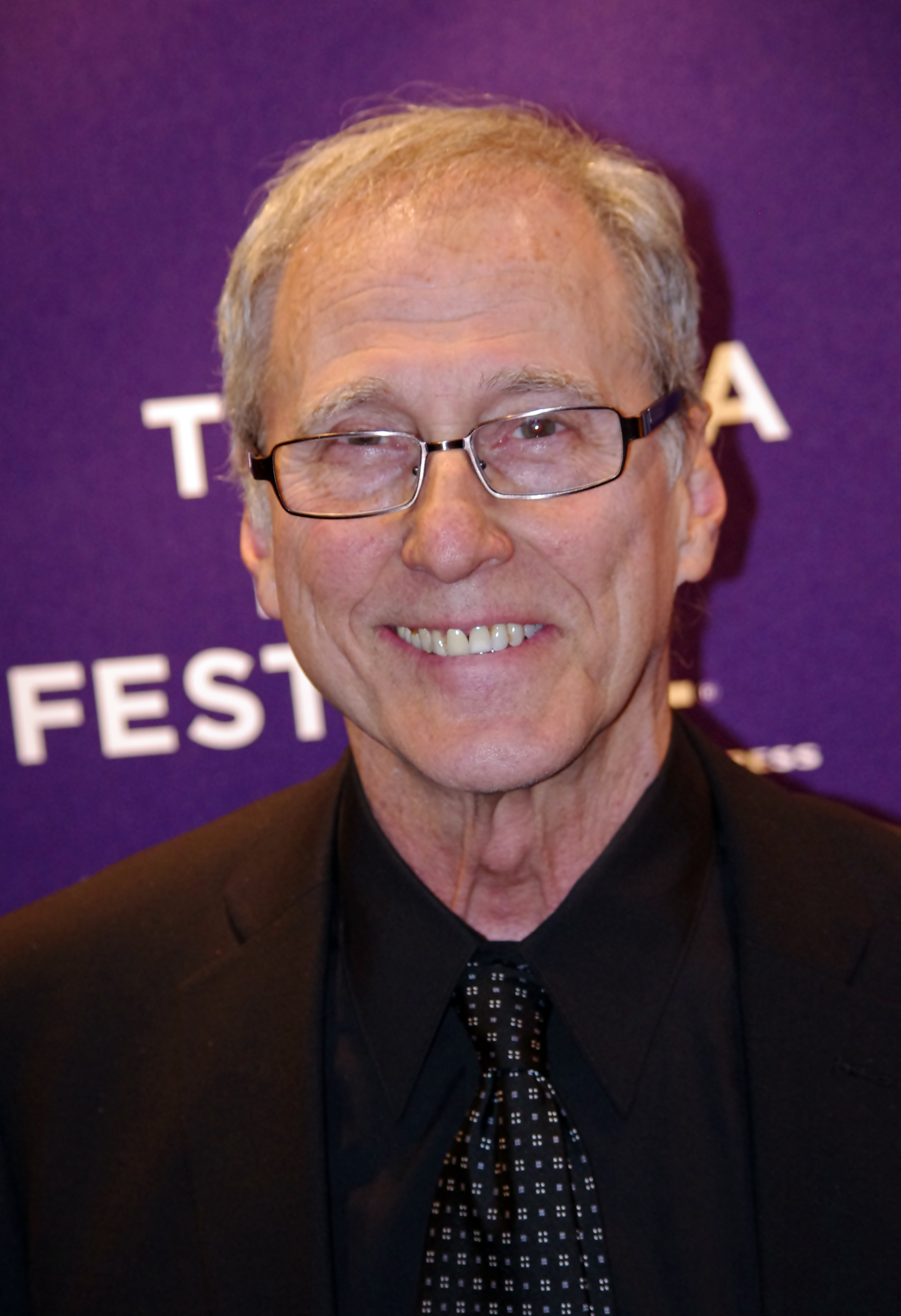
Frank em 2011, aos 69 anos.

Altura: 175 cm
Peso: Entre 81,646 e 86,182 kg
Braços: 45,72 cm
Pescoço: 44,45 cm
Peito: 127 cm
Cintura: 73,66 cm
Coxas: 66,04 cm
Panturrilha: 41,91 cm

## Conquistas
1961 Mr. Pensilvânia (17 º lugar)
1962 Mr. Keystone (Vencedor)
1963 Mr. Keystone (Segundo Lugar)
1965 Mr. Sunshine State (Vencedor)
1965 IFBB Mr. Universo (Primeiro, categoria Média Altura)
1966 IFBB Mr. América (Primeiro, Médio)
1967 IFBB Mr. América (Primeiro, Médio)
1967 IFBB Mr. Universo (Terçeiro, Alto)
1968 IFBB Mr. América (Vencedor)
1968 IFBB Mr. Universo (Vencedor)
1970 NABBA Mr. Universo (Vencedor)
1971 NABBA Pro Mr. Universo (Primeiro, Baixo)
1972 NABBA Pro Mr. Universo (Vencedor)
1972 IFBB Mr. Olympia (Abaixo de 200 lbs, Quarto Lugar)
1973 - não competiu (aposentado)
1974 IFBB Mr. Olympia (Abaixo de 200 lbs, Segundo)
1975 IFBB Mr. Olympia (Competiu, mas sem colocação)
1976 IFBB Mr. Olympia (Segundo Overall)
1977 IFBB Mr. Olympia (Vencedor)
1978 IFBB Mr. Olympia (Vencedor)
1979 IFBB Mr. Olympia (Vencedor; Talvez tenha apresentado a melhor forma de sua carreira)
1980 IFBB Mr. Olympia (Terceiro, depois sofreu um ferimento quase fatal em sua casa, exigindo hospitalização prolongada)
1981 - não competiu (boicote do Mr. Olympia após o resultado inesperado e controverso de 1980)
1982 IFBB Mr. Olympia (Segundo Lugar)
1983 IFBB Mr. Olympia (Quarto, depois sofreu um acidente em sua bicicleta, exigindo uma cirurgia no ombro após o concurso)